# イヴ (X-ファイルのエピソード)
「イヴ」（原題:Eve）は『X-ファイル』のシーズン1第11話で、1993年12月10日にFOXが初めて放送した。

## スタッフ
- 監督：フレッド・ガーバー
- 脚本：ケネス・ビラー、クリス・ブランカトー
- 脚本のリライト:グレン・モーガン、ジェームズ・ウォン

## キャスト

### レギュラー
- デイヴィッド・ドゥカヴニー - フォックス・モルダー特別捜査官
- ジリアン・アンダーソン - ダナ・スカリー特別捜査官

### ゲスト
- ジェリー・ハーディン - ディープ・スロート
- ハリエット・サンソム・ハリス - サリー・ケンドリック医師/イヴ6/イヴ7/イヴ8
- エリカ・クリーヴィンズ - シンディー・リアドン/イヴ10
- サブリナ・クリーヴィンズ - ティーナ・シモンズ/イヴ9

## ストーリー
コネティカット州グリニッジで、ジョギングをしていた2人組が一人で途方に暮れていた女の子（ティーナ・シモンズ）を見つける。その近くのブランコに座ったまま、ティーナの父親は首から血を抜かれて死んでいた。同時刻、カリフォルニア州マリン郡に住むリアドン家の主も、首から血を抜かれて殺される。
コネチカット州の事件に関する資料を読んだモルダーは、キャトル・ミューティレーションが人間に対しても行われるようになったのではないかと疑う。2人はコネチカット州に行き、ティーナから話を聞く。ティーナは「パパが死んだとき、赤い光を見たの。そして、空から来た人間がパパから血を抜き取ったの。」と語った。2人がリアドン家の遺族に会うためにカリフォルニア州のマリン郡に向かっている間、ティーナは何者かに誘拐される。
リアドン家の遺族に会った2人は、被害者の娘のシンディーがティーナと瓜二つであることに気づく。シンディーの母親は、サンフランシスコの産婦人科で体外受精を受け、シンディーを授かったのだという。その病院で、スカリーはシモンズ夫妻とリアドン夫妻に体外受精を施した医師が同じ人物であることを知る。その医師の名はサリー・ケンドリックといい、優生学に関連する実験を病院のラボで行ったために懲戒免職処分となっていた。一方、モルダーはディープ・スロートから、冷戦期に行われたスーパー・ソルジャー計画の一環として「アダム」と「イヴ」という高い能力を持った子供が遺伝子操作で生み出されたことを聞き、計画に関わる女性が精神病院に入院しているという情報も得る。
精神病院を訪れた2人は、計画で生み出されたクローンの一体であるイヴ6に面会する。彼女の話から、これらのクローンは身体や知能が高いだけでなく、殺人を行うことに抵抗を感じないようにも作られていることが明かされる。また、計画の中止に伴い、イヴ6、イヴ7、イヴ8の3体が施設に隔離されたものの、イヴ6以外の2体は脱走していたことも判明する。このうちイヴ7はサリー・ケンドリックとして産婦人科医になり、病院の患者の受精卵を利用して新しい「イヴ」を生み出した一方、同じく脱走したイヴ8は行方不明になっていた。
イヴ7はシンディーを誘拐し、ティーナを閉じ込めているモーテルに連れていく。そこでイヴ7はティーナとシンディーに出生の秘密を明かす。ティーナとシンディーはイヴ7の飲み物の中にジギタリスを入れて毒殺する。2人は駆け付けたモルダーとスカリーに、イヴ7とイヴ8が自分たちに服毒自殺を迫ったと訴える。とりあえず2人は、ティーナとシンディーを現場から遠い安全な場所へ連れていくことにし、途中でトラックショップに立ち寄る。隙を突いて、2人のイヴたちはモルダーとスカリーの注文したソーダ水の中に毒を入れる。しかし、モルダーはイヴたちの思惑に勘付き、スカリーにソーダを飲まないようにと告げる。それを見たイヴたちは逃走したが、結局は捕まってしまう。
ティーナとシンディーはイヴ6が隔離されている精神病院に収容され、それぞれイヴ9、イヴ10という名前で呼ばれていた。そこに行方不明となっていたイヴ8が研究者として2人の前に現れる。ところが、イヴ9とイヴ10はイヴ8がやってくることを事前に察知していたようだった。それを不審に思ったイヴ8が問いただすも、2人は「ただ何となくね。」と答えるばかりであった。

## 製作
フリーランスの脚本家であるケネス・ビラーとクリス・ブランカトーは、『X-ファイル』の製作総指揮を務めるクリス・カーターに遺伝子操作を受けた双子を題材にした企画「The Girls from Greenwich」を持ち込み、本エピソードへと発展した。ティーナはグレン・モーガンの妻の名前、シンディーはジェームズ・ウォンの妻の名前からとられた。
当初、製作スタッフはイヴを演じる双子をロサンゼルスで探していたが、ロサンゼルスの労働法が極めて厳しいものであったため、バンクーバーで探すことを余儀なくされた。イヴ役にふさわしい双子を探す作業は難航し、プロデューサーのR・W・グッドウィンは一人の子役にふたつの役を演じる方法を考えたが、二人が同時に登場する際のCGの作成には費用が高すぎる上に、技術的にも困難であるため、この案は断念せざるを得なかった。最終的に、イヴ9とイヴ10の役にはクリーヴィンス姉妹が選ばれた。
トラックショップのシーンはホワイトロックにあるカフェで撮影された。そのカフェが砂利で舗装された大規模な駐車場を備えていたため、田舎っぽさを出すことができた。

## 評価
1993年12月10日、FOXは本エピソードを初めてアメリカで放映し、1040万人の視聴者（640万世帯）を獲得した。
本エピソードは批評家から高く評価された。『エンターテインメント・ウィークリー』は本エピソードにB+評価を下し、「内容が整理されていて、サスペンス性も十分だ。満足した。」「「イヴ」の物語上の設定とハリエット・ハリスの演技が素晴らしかった。」と述べている。『A.V.クラブ』のキース・フィップスは本エピソードにB*評価を下し、「物語をゆっくりとしたペースで作り上げ、その過程で視聴者に衝撃を与えている。いい作品だ。」「クレヴィンズ姉妹の生気を失った眼の演技が実にいい。」と評している。『デン・オブ・ギーク』のマット・ハイは「オリジナリティのある良作だ。」「双子に震えあがるのは間違いない。」「双子の演技は『X-ファイル』にふさわしく、おどろおどろしいものとなっている。」と評している。『Television Without Pity』のジェシカ・モーガンは本エピソードにA評価を下している。
クリス・カーターは「ハリエット・ハリスの演技は卓越している。」「クレヴィンズ姉妹の演技は抑え気味でありつつも身の毛のよだつ素晴らしい演技だった。」「フレッド・ガーバーは監督としてエピソードに面白いものを加えてくれた。」と述べている。

## 余談
- 1997年、エレン・スタイバーは本エピソードをヤングアダルト小説に翻案して、ハーパーコリンズから出版した[12]。
- 日本では1996年に、本エピソードのその後を描いたゲームブック「それからの『イヴ』―THE X‐FILES 」が発売されていた。